# Bitva u Týna nad Vltavou (1744)
Bitva u Týna nad Vltavou či Druhá bitva u Týna nad Vltavou byla menším válečným střetem mezi císařskými oddíly armády barona Františka Trencka a jednotkami pruské armády krále Fridricha II. během tzv. Druhé slezské války v rámci válek o rakouské dědictví. Odehrála se 8. a 9. října 1744 na předměstí a v okolí a Týna nad Vltavou v jižních Čechách při útoku uherských husarů s cílem obsadit zdejší most přes Vltavu a ohrozit tak ústupovou cestu Prusům, kteří byli následně nuceni táhnout do Pruska přes západní Čechy. 
Události bojů připomínají dobová boží muka v místech bitvy a také název zdejší čtvrti Bojiště. Rovněž dopomohly ke vzniku dělostřeleckého cvičiště nedaleko Týna, pro něž se posléze vžil název Velký depot. 

## Před bitvou
Krátce po nástupu na trůn roku 1740 musela císařovna Marie Terezie čelit alianci států, které usilovaly o co největší oslabení Rakouska. Habsburské armády sváděly boje o rakouské Nizozemí s Francouzi a o své italské državy se Španěly. Ze západu monarchii napadli Bavoři a Sasové, podporovaní silným francouzským kontingentem, a ze severu úhlavní nepřítel, vojensky silné Prusko v čele s králem Fridrichem II., nepřímo podporované Švédskem. Z původně lokální války o Slezsko, nazývané též první slezská válka mezi Pruskem a Rakouskem, vzešel celoevropský zápas, pojmenovaný jako Války o rakouské dědictví.
Roku 1741 došlo k vpádu vojsk Bavorska, Saska a Francie, pruských spojenců, do Čech a okupaci Prahy. Rakušané byli v květnu 1742 poraženi Prusy v bitvě u Chotusic nedaleko Kutné Hory a následně na základě Vratislavského míru postoupili Slezsko Prusku. Armáda Karla Alexandra Lotrinského pak pronásledovala francouzskou armádu až k Porýní.
Nepřítomnosti armády v Čechách využil roku 1744 Fridrich II. V červnu 1744 uzavřel novou spojeneckou smlouvu s Francií a v srpnu vpadl s osmdesátitisícovou armádou znovu do Čech. Poměrně rychle obsadil podstatnou část země, 15. září kapitulovala Praha, a Prusové postupovali dále do jižních Čech s cílem dosáhnout hranic Rakouska. V reakci na zoufalou situaci v Čechách podpořila rakouské síly uherská armáda, která se v září 1744 začala přesouvat do jižních Čech. Rovněž sem v té době přicházela padesátitisícová armáda Karla Lotrinského s přislíbem brzkého příchodu dalších posil. S narůstající přesilou a rostoucími obtížemi se zásobováním se Fridrich II. rozhodl se svou armádou stáhnout zpět na sever.    

## Průběh střetnutí

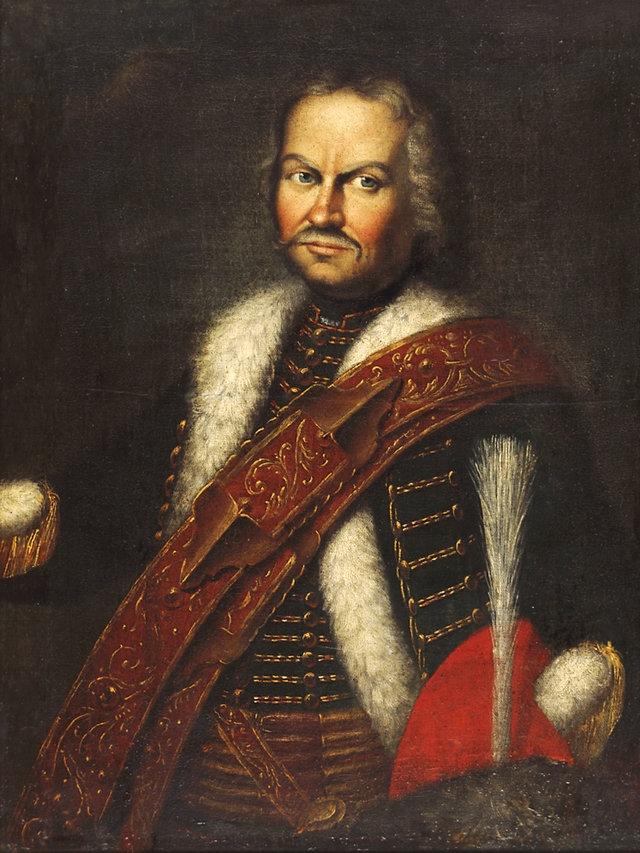
Baron František Trenck

Do jižních Čech byl povolán také slovutný uherský válečník baron Trenck se svými uherskými a chorvatskými oddíly husarů a pandurů, známých svými vojenskými úspěchy, ale také zálibou v plenění a loupení. Nedlouho po příchodu začal trenck podnikat útočné výpady s cílem pruské vojsko co nejvíce oslabit. Ten začátkem října rozhodl podniknout výpad proti okupovanému Týnu nad Vltavou a přetnout tak důležitou zásobovací a evakuační tepnu Fridrichova ústupu. 
Bitva započala 8. října 1744 útokem na most přes Vltavu v Týně, hájeného Prusy. Trenckovi jezdci a střelci ve své bojové taktice využívali krytí v terénu, které bylo v době obvyklého formačního válčení velmi pokrokové. Výsledkem bojů bylo obsazení Týna a pobití části pruské posádky, s krutostí Trenckovým vojákům vlastní. Zbytek nepřátel z bojiště uprchl. Následujícího dne pak došlo k další srážce uherských vojáků a Prusů u vsi Jarošovice severně od Týna, ze které rovněž Trenckovi muži vzešli vítězně.  
Převážná část bojů se odehrávala v předmostí na levém břehu řeky, která jej odděluje od centra města. Na rakouské straně padlo přes 300 mužů, Prusové pak zaznamenali o 66 padlých, 127 raněných a ztrátu velké části zásobovacích vozů a další výbavy. 

## Hodnocení bitvy
Ztráta týnského mostu značně zkomplikovala pruské ústupové operace a vojsko se bez možnosti celistvě překročit Vltavu vydalo na ústup směrem do jihozápadních a západních Čech. Během října pak Trenck velel úspěšnému dobytí Hluboké nad Vltavou a Českých Budějovic. V dalších týdnech zároveň došlo k dalším menším srážkám uherských husarů s Prusy, například u Staňkova nedaleko Milevska. V prosinci pak dorazila do Čech armáda Karla Lotrinského a Prusy odsud vyhnala. Války o rakouské dědictví pak pokračovaly, vesměs již mimo území Čech, až do roku 1748. 
Důkaz o strategickém významu týnského mostu svědčí též uskutečnění první bitva u Týna nad Vltavou, která se udála 5. června 1742, kdy zde vojska Karla Lotrinského zahájily úspěšnou ofenzívu proti francouzským vojskům, které byly zatlačeny až k Praze. 

## Památky bitvy
Čtvrť s hlavní příjezdovou cesto na starý týnský most přes Vltavu na levém břehu řeky dostala pak díky bojům v letech 1742 a 1744 název Bojiště, hlavní ulice k mostu pak získala název Na Bojišti. Na místě bitvy pod vrchem Semenec byla vybudována zděná boží muka. 
Od roku 1749 je na vrchu Posekaném nad městem zmiňováno rozsáhlé cvičiště císařských polních dělostřelců, později nazvaného Velký depot. Jeho vznik souvisel s rozsáhlou reorganizací rakouské armády pod direkcí maršála knížete Josefa Václava z Lichtenštejna a místo dvou slavných rakouských vítězství spolu s příhodností terénu rozhodlo o umístění právě nedaleko Týna.